# Jean-Yves Mariotte
Pour les articles homonymes, voir Mariotte.
 (février 2022).
Si vous disposez d'ouvrages ou d'articles de référence ou si vous connaissez des sites web de qualité traitant du thème abordé ici, merci de compléter l'article en donnant les références utiles à sa vérifiabilité et en les liant à la section « Notes et références ».
Jean-Yves Mariotte, né le 28 avril 1935 à Bourg-en-Bresse et mort le 3 septembre 2003 à Strasbourg, est un archiviste et médiéviste français, spécialiste des pays allemands durant le Moyen Âge et la Réforme.

## Biographie
Sa famille, originaire de Franche-Comté, tient une pharmacie dans la capitale bressane. Il étudie au collège Saint-Pierre de Bourg-en-Bresse puis au lycée Henri-IV. Il intègre ensuite l'école des chartes où il soutient une thèse sur « Le comté de Bourgogne sous les Hohenstaufen 1156- 1208  » . L'ouvrage sera édité en 1963 dans la collection des Annales de l'université de Besançon, une publication née au début des années cinquante, qui préfigurera la structure éditoriale des Presses universitaires de Franche-Comté créée en 1997.
Il effectue son service militaire en Algérie. À son retour, il poursuit sa formation en intégrant l'école d'archives de université de Marbourg (Land de Hessen). Lors de ce séjour, il rencontre Ruth Löber, médiéviste, qui deviendra sa femme.

## Carrière professionnelle
En 1963, il devient directeur des Archives départementales de la Haute-Savoie. En 1979, les Archives départementales sont transférées dans l'ancien Grand Séminaire d’Annecy.
Il obtient la rédaction de la Revue savoisienne, publication de l'Académie florimontane.
En 1980, avec Henri Baud, il écrit les deux tomes de l'Histoire des communes savoyardes consacrés au Chablais (tome 1) et au Faucigny (tome 2).
En 1989, il devient directeur des Archives municipales de Strasbourg.

## Publications
- Biographies alsaciennes inédites (1989)
- Jean-Pierre Klein et Georges Foessel, Mille ans d'archives à Strasbourg, Strasbourg, Éditions Les Musées de la ville de Strasbourg, 1988, 55 p.
- Henri Baud, Jean-Yves Mariotte et Alain Guerrier, Histoire des communes savoyardes : Le Faucigny, Roanne, Éditions Horvath, 1980, 619 p. (ISBN 2-7171-0159-4).
- Henri Baud et Jean-Yves Mariotte, Histoire des communes savoyardes : Le Chablais, Éditions Horvath, 1980, 422 p. (ISBN 978-2-7171-0099-0).
- Henri Baud, Jean-Yves Mariotte, Alain Guerrier et Jean-Bernard Challamel, Histoire des communes savoyardes : Le Genevois et le Lac d'Annecy, Éditions Horvath, 1981, 672 p. (ISBN 978-2-7171-0099-0).
- Documents rédigés ayant pour sujet la Savoie, sur le site sabaudia.bibli.fr.
- Jean-Yves Mariotte, Le comté de Bourgogne sous les Hohenstaufen, 1156-1208, Paris, Les Belles Lettres, coll. « Annales littéraires de l'Université de Besançon » (no 56), 1963, 233 p. (ISSN 0523-0535).